# Norberto Yácono
Norberto Antonio Yácono (Buenos Aires, 8 gennaio 1919 – Avellaneda, 31 ottobre 1985) è stato un calciatore argentino, di ruolo difensore.
Veniva soprannominato Estampilla (francobollo) e il Piccolo Gigante.

## Caratteristiche tecniche
Yácono fu un difensore polivalente: giocò come centrale o come terzino destro. Fu particolarmente abile nell'interpretare quest'ultimo ruolo, venendo apprezzato per la sua sicurezza nel giocare il pallone e per la sua capacità in marcatura, soprattutto nei confronti delle ali avversarie. Il suo rendimento era notevole.

## Carriera

### Club
Fin da piccolo fu un tifoso del River Plate, di cui divenne abbonato a sei anni; nel 1933, tramite un amico del padre, ottenne un provino per entrare nel settore giovanile. Debuttò con la prima squadra nel 1938, il giorno del ritiro di Bernabé Ferreyra, contro il Newell's Old Boys. Ben presto si affermò come difensore titolare, affiancando nel corso degli anni Aarón Wergifker, Ricardo Vaghi e Luis Antonio Ferreyra. Durante il periodo della cosiddetta Máquina, si affermò come cardine della difesa, giocando nel modulo 2-3-5. In seguito, con l'adozione del 3-2-5, avanzò a centrocampo con Ramos e Rossi, sempre svolgendo compiti difensivi. La Máquina ottenne quattro titoli dal 1941 al 1947, e una volta chiusasi la striscia di vittorie rimase con il club fino al 1953, sotto la guida di José Minella, ottenendo altri due campionati nel 1952 e '53. Lasciò poi la società dalla banda rossa (per cui, con le sue 393 presenze, è il quinto giocatore per numero di gare giocate) per trasferirsi in Messico, all'América di Città del Messico. Nel 1958 lasciò il Centroamerica per il Nordamerica, militando dapprima in Canada, con Montréal Cantalia e Canadian Alouettes, e in seguito negli Stati Uniti d'America, dove fu il primo calciatore professionista.

### Nazionale
Debuttò nella selezione nazionale il 25 maggio 1942, a Buenos Aires contro l'Uruguay, nell'incontro di Copa Lipton. Prese parte a competizioni minori, come la Copa Nicanor R. Newton nel 1942 e la Copa Juan R. Mignaburu. Fu poi convocato al Campeonato Sudamericano de Football 1947, dove debuttò il 2 dicembre a Guayaquil contro il Paraguay; in questo incontro fu schierato da titolare, e giocò tutti i 90 minuti. Nella competizione fu impiegato come centrocampista, rimanendo prima scelta nel suo ruolo per tutta la competizione, in cui presenziò in ogni gara. Nel 1950 partecipò alla Copa Rosa Chevalier Boutell, e nel 1951 giocò le sue ultime partite con l'Argentina, scendendo in campo in occasione di due amichevoli.

## Palmarès

### Club
- Campionato argentino: 6

River Plate: 1941, 1942, 1945, 1947, 1952, 1953
- Copa México: 2

Club América: 1954, 1955
- Canadian National Challenge Cup: 1

Montrreal Alouettes: 1959

### Nazionale
- Campeonato Sudamericano de Football: 1

Ecuador 1947